# 3052 Herzen
3052 Herzen este un asteroid din centura principală, descoperit pe 16 decembrie 1976 de Liudmila Cernîh.